# Иоанн XII (папа римский)
Иоанн XII (в миру Октавиан Тусколо; лат. Ioannes PP. XII; 937 — 14 мая 964) — папа римский с 16 декабря 955 года по 4 декабря 963 года. Сын патриция Рима Альбериха II и Альды Арльской, дочери Гуго Арльского, по материнской линии потомок Карла Великого в 7-м поколении, внук Марозии, последний папа периода порнократии.
Второй римский папа после Иоанна II (533—535), изменивший своё имя при вступлении на престол.

## Биография

### Ранние годы
Октавиан Тусколо был сыном Альбериха II Сполетского, патриция и самозваного князя Рима. Его матерью, как полагают, была Альда Венская, сводная сестра Альбериха и дочь Гуго Итальянского. Однако есть некоторые сомнения по этому поводу. Хронист Бенедикт из Соракте писал, что Октавиан был сыном наложницы Альбериха. Если он был сыном Альды, то ему было 18, когда он стал папой, и он был по материнской линии потомком Карла Великого. Если же он был сыном наложницы, то он был старше примерно на 7 лет. Иоанн родился в районе Виа Лата, аристократическом квартале, который был расположен между Квиринальским холмом и Марсовым полем. Данное ему имя Октавиан, очевидно, является показателем того, что семья видела его в качестве преемника Альбериха.
Незадолго до своей смерти в 954 году Альберих обязал римскую знать в соборе Святого Петра дать клятву, что после освобождения папского престола его займёт Октавиан, который к этому моменту уже принял сан. После кончины Альбериха Октавиан стал его преемником как светский правитель Рима, находясь в возрасте 17—24 лет.
Со смертью Агапита II в ноябре 955 года Октавиан, который к тому времени был кардиналом церкви Санта-Мария-Домника, был избран его преемником 16 декабря 955 года. Он принял имя Иоанна XII, объединив светскую и духовную власть над Римом: директивы по вопросам светского управления он подписывал именем Октавиан, а папские буллы — именем Иоанн.

### Начало понтификата
Иоанн XII запятнал папский престол всевозможными пороками и преступлениями, так что благочестивые современники считали его воплощением дьявола. Иоанн XII считается самым аморальным папой не только того времени, но и во всей истории церкви. Иоанн оказал огромное влияние на церковь: он первый доказал, что в глазах церкви настоящая власть зависит от занимаемой должности, а не от человека.
Около 960 года Иоанн XII лично возглавил атаку против лангобардских герцогств Беневенто и Капуя, по-видимому, чтобы вернуть части папских земель, занятых ими. Увидев папу во главе отрядов Тусколо и Сполето, герцоги Беневенто и Капуи обратились за помощью к Гизульфу Салернскому, который пришёл к ним на помощь. Иоанн отступил на север и вступил в переговоры с Гизульфом в Террачине. В обмен на нейтралитет Гизульфа папа отказался от претензий на занятые салернцами папские земли.
Иоанн XII вскоре обнаружил, что он был не в состоянии контролировать мощную римскую знать, как это делал его отец. В то же самое время король Италии Беренгар II заявил притязания на папские владения. Для того, чтобы защитить себя от политических интриг в Риме и угроз Беренгара, в 960 году Иоанн обратился за помощью к Оттону I Великому, который ранее был удостоен звания римского патриция. По приглашению папы немецкий король вступил в Италию в 961 году. Беренгар отступил в свои крепости, и Оттон победоносно вошёл в Рим 31 января 962 года. Там он встретился с Иоанном и поклялся, что будет делать всё, чтобы защитить папу:
Тебе, папа Иоанн, я, король Оттон, обещаю и клянусь, именем Отца, Сына и Святого Духа... я прибыл в Рим и буду превозносить в меру моих возможностей Святую Римскую Церковь и его правителя, и никогда по моей воле или по моей инициативе не будут потеряны жизнь или здоровье людей или честь, которой вы обладаете... без вашего согласия никогда в городе Риме не буду держать суд или предпринимать какие-либо меры, которые будут влиять на вас или римлян... я клянусь помогать вам, насколько могу, защищать земли Святого Петра.
2 февраля 962 года Иоанн XII возложил на Оттона I императорскую корону. Папа и римская знать поклялась над могилой святого Петра быть верным Оттону и не оказывать помощь Беренгару II или его сыну Адальберту. Одиннадцать дней спустя папа и император ратифицировали Diploma Ottonianum — акт, в соответствии с которым император стал гарантом независимости Папской области, которая была ограничена Неаполем и Капуей на юге и Специей и Венецией на севере. Это был первый случай эффективного гарантирования такой защиты после распада империи Каролингов почти 100 лет назад.
Оттона I возмущала та жизнь, которую вёл папа Иоанн XII. Сразу же после коронации император пригласил молодого папу на встречу наедине, во время которой долго укорял его в безнравственности. Иоанн обещал раскаяться, но вместо этого начал проводить в Италии антиимператорскую политику. Оттон утвердил за церковью все её прежние владения и несколько их расширил, а папа и римляне дали ему присягу в верности и обещали при выборах папы строго соблюдать канонические постановления и посвящать вновь выбранного только после утверждения императором.

### Церковные дела
В начале 956 года Иоанн XII написал Вильгельму Майнцскому, папскому легату в Германии, призывая его продолжать активную работу, особенно против тех, кто «опустошает храмы Божии». Он просил Вильгельма сообщить ему о том, что происходит в Западной Франции и Германии. Иоанн также написал новому архиепископу Трира Генриху, поощряя его вести праведную жизнь.
В 960 году Иоанн XII подтвердил назначение Дунстана архиепископом Кентерберийским. Дунстан лично прибыл в Рим, чтобы получить паллий из рук папы.
12 февраля 962 года Иоанн XII созвал синод в Риме по приказу императора Оттона I. На нём Иоанн повелел создать для вновь обращённых славян архиепископство в Магдебурге и епископство в Мерзебурге. Он также принял резолюцию отстранить Гуго де Вермандуа, который попытался вернуться на свою бывшую должность архиепископа Реймса. Это отлучение было подтверждено Иоанном на другом Синоде, состоявшемся в Павии в том же году.
Тем не менее, по словам Хораса К. Манна, «церковные дела не имели особой привлекательности для Иоанна XII».

### Конфликт с Оттоном I
Оттон I покинул Рим 14 февраля 962 года в целях приведения Беренгара II к смирению. Перед отъездом он предложил Папе отказаться от его мирской распутной жизни. Иоанн XII проигнорировал этот совет. Он ощущал угрозу из-за усиления позиций императора и отправил послов к венграм и Византийской империи, чтобы сформировать альянс против Оттона. Он также вступил в переговоры с Адальбертом.
Папские послы были захвачены Оттоном I, который послал депутацию в Рим, чтобы выяснить, что происходит за его спиной. Иоанн XII в то же время послал своих посланников, в том числе будущего папу Льва VIII, к Оттону, чтобы успокоить императора. Однако в 963 году Оттон узнал, что Адальберту был разрешён въезд в Рим для переговоров с папой. Как только Беренгар был разбит и заключён в тюрьму, Оттон вернулся в Рим и осадил его летом 963 года. Он нашёл город разделённым: сторонники императора, узнав о приходе Адальберта, укрепились в Иоаннисполисе, укреплённом участке Рима с центром в базилике Сан-Паоло-фуори-ле-Мура. Иоанн и его сторонники, тем временем, контролировали большую часть старого города. Первоначально Иоанн собирался защищать город. Надев доспехи, он помог сдержать войска Оттона, пытавшиеся переправиться через Тибр, но быстро понял, что не сможет защитить город, и вместе с папской казной и Адальбертом бежал в Тиволи.
Оттон I потребовал от Иоанна XII явиться к нему для дачи объяснений. Иоанн ответил, угрожая отлучением всем, кто попытается свергнуть его. Не испугавшись, император 4 декабря 963 года созвал синод и низверг Иоанна, который к этому времени удалился в горах Кампании. На место Иоанна был избран Лев VIII.
Попытка восстания в поддержку Иоанна была подавлена с большими жертвами ещё до ухода Оттона из города. При выезде императора Иоанн XII вернулся в город во главе большой свиты сторонников и слуг, в результате чего Лев VIII был вынужден бежать к императору для безопасности. Войдя в Рим в феврале 964 года, Иоанн созвал синод, который признал его низложение неканоническим. Схватив некоторых из своих врагов, он снова стал правителем Рима. Отправка Отгара, епископа Шпайера, к императору для обсуждения компромисса оказалась уже несвоевременной: Иоанн XII умер 14 мая 964 года. Согласно Лиутпранду Кремонскому, бывший папа умер во время любовных утех вне Рима, либо в результате апоплексического удара, или от рук оскорблённого мужа. Существует легенда, что Иоанн умер от того, что Сатана «стукнул его по голове», что также является средневековой метафорой для апоплексии.
Иоанн XII был похоронен в Латеранском дворце.

### Характер и репутация
В источниках Иоанн традиционно характеризуется в первую очередь как светский правитель Рима, а не как духовный лидер. Он изображался как грубый, безнравственный человек, превративший Латеранский дворец в бордель. При этом его политические враги использовали обвинения в распутстве, чтобы очернить его репутацию и скрыть политические аспекты его низложения.
Лиутпранд Кремонский, сторонник императора Священной Римской империи Оттона I, так писал о выдвинутых против Иоанна на Синоде в 963 года обвинениях:
Тогда, встав, кардинал Пётр показал, что он сам видел, как Иоанн XII вёл мессу, не принимая причастие. Иоанн, епископ Нарни, и Иоанн, кардинал-диакон, исповедовались, что они сами видели, как диакон был рукоположён в конюшне. Бенедикт, кардинал-диакон, с другими священниками сказал, что они знали о фактах посвящения папой епископов за взятки... они свидетельствовали о его прелюбодеяниях: он прелюбодействовал со вдовой Ренье, со служанкой отца Стефана, со вдовой Анной и с его собственной племянницей, и он превратил священный дворец в публичный дом. Они сказали, что он ослепил своего духовника Бенедикта, и после этого Бенедикт умер; что он убил Иоанна, кардинал-иподиакона, после его кастрации... Все священнослужители, а также миряне заявили, что он пил вино с дьяволом. Они сказали, что при игре в кости он взывал к Юпитеру, Венере и другим идолам. Они даже сказали, что он не празднует утреню и не делает крестного знамения.
Тем не менее, другие современники и последующие историки также обвиняли Иоанна в аморальном поведении. Так, ярый критик папства Луи-Мари Корменен писал:
Иоанн XII был достоин того, чтобы быть конкурентом Элагабала ... разбойник, убийца и кровосмеситель, недостойный представлять Христа на папском престоле... Этот отвратительный священник осквернял кафедру Святого Петра в течение девяти долгих лет и заслуживает того, чтобы называться самым мерзким из пап.
Историк Фердинанд Грегоровиус был несколько более благосклонен к Иоанну:
Княжеские инстинкты Иоанна были сильнее, чем его интерес к духовным обязанностям... Когда он был ещё незрелым мальчиком, положение, в которое он был возведён, позволило ему погрузиться в самый разнузданный разврат... сын славного Альбериха, таким образом, пал жертвой собственной необузданной похоти... его молодость, величие его отца, трагические противоречия его положения заставляют быть к нему снисходительным.
Даже стремившийся представить папство в выгодном свете Хорас Манн был вынужден признать:
Не может быть сомнения, что Иоанн XII был совсем не тем, кем Папа Римский, пастор христиан, должен быть.